# Maltesische Inseln
Die Maltesischen Inseln (auch Maltesischer Archipel oder Malta-Archipel genannt) sind eine Inselgruppe im Mittelmeer, bestehend aus den Inseln Malta, Gozo, Comino sowie einigen kleineren Felseilanden. Sie liegen zwischen dem Libyschen und Sizilischen Meer 96 km südlich von Sizilien und 295 km nördlich der afrikanischen Küste. Seit 1964 bildet die Inselgruppe den souveränen Staat Malta.

## Topographie
Die Inselgruppe erstreckt sich vom nördlichsten Punkt bei 36° 5' Breite nach Süden bis 35° 48', östlich vom Żonqor Point bei 14° 35' Länge bis zum westlichsten Punkt bei 14° 11'. Sie umfasst die besiedelten Inseln Malta, Gozo und Comino sowie die kleineren Inseln Cominotto, Filfla, Filfoletta, Fungus Rock und die beiden Saint Paul’s Islands; auch Manoel Island wird von einigen Autoren als eigene Insel betrachtet. Die Küsten der Hauptinseln sind von tief eingeschnittenen Buchten geprägt.
Im Südwesten der Insel Malta wird mit dem Ta’ Dmejrek in den Dingli Cliffs die maximale Höhe von 253 Metern erreicht. Wegen des porösen Kalksteins haben sich auf Malta keine Flüsse gebildet, es gibt lediglich Trockentäler (maltesisch wied), die nur nach Niederschlägen Wasser führen.
Die kleineren Inseln sind durch Verwitterung von den Hauptinseln abgetrennte Felseilande.

## Geologie
Die geologischen Ursprünge der maltesischen Inseln liegen in der anfänglichen Bewegung innerhalb des Urkontinents Pangaea. Der heutige afrikanische Kontinent kollidierte im Paläozoikum mit dem heutigen Eurasien. Hierdurch wurden Sedimente, die sich in den Jahrmillionen zuvor abgelagert hatten, an die Oberfläche gebracht. Dabei handelte es sich zunächst um korallinen Kalkstein, der von Fossilien wie Scutella subrotunda geprägt ist und heute den untersten Horizont des maltesischen Archipels bildet, den unteren korallinen Kalkstein (Lower Coralline Limestone).
Im Verlaufe der nächsten Jahrmillionen verschoben sich die Kontinente weiter und strebten auseinander. Infolge dieser Kontinentaldrift tauchten die Sedimente mehrmals unter die Meeresoberfläche und traten wieder hervor. Durch diese tektonischen Verformungen des Erdmantels ab dem späten Miozän emporgehoben, ragen nun die drei größeren Inseln als schrägstehende Pultschollen aus dem Mittelmeer.
Der Oberflächenhorizont der großen Inseln besteht im Wesentlichen aus oligozänen und miozänen globigerinen Kalksteinen (maltesisch Qawwi ta’ Fuq). Darunter befindet sich stellenweise eine Schicht von grünem Sand (Ġebla s-Safra), darunter wiederum Blauer Ton (Tafal), der weiter vom häufigen globegerinen Kalkstein (Franka) unterlagert ist. Die unterste Schicht, die kaum zutage tritt, wird vom korallinen Kalkstein gebildet.
Die Inseln bilden das so genannte Malta-Plateau, das auf der Afrikanischen Kontinentalplatte liegt und ebenso wie das benachbarte Sizilien geologisch zu Afrika gehört. Vom Ende des Tertiärs bis vor rund 12.000 Jahren bestand zwischen Südsizilien und Nordafrika immer wieder eine Landbrücke, die das frühe Mittelmeer in zwei Becken teilte und noch heute als unterseeischer Meeresrücken erhalten ist. Im Zuge der Eiszeiten sank und stieg der Wasserspiegel des Mittelmeers und überflutete diese Landbrücke wiederholt.

## Pflanzen- und Tierwelt

### Flora
Die Pflanzenwelt der maltesischen Inseln unterscheidet sich kaum von der anderer mediterraner Gebiete. Weit verbreitet sind hier Aleppokiefer, Kapernstrauch und verschiedene dornige Sträucher. Große Bedeutung als Medikament hatte in der frühen Neuzeit der Malteserschwamm. Endemisch sind unter anderem Salsola melitensis, Atriplex lanfrancoi, Euphorbia melitensis und Limonium melitense.

### Fauna
Zu den auf den maltesischen Inseln endemischen Tierarten zählen die Malta-Eidechse und die maltesische Biene.

## Geschichte
Die Inselgruppe wurde, ausweislich der archäologischen Funde, seit dem Neolithikum ab etwa 5200 v. Chr. besiedelt, es gibt dort die ältesten freistehenden Gebäude der Welt, deren Überreste zum UNESCO-Welterbe zählen. Die Inseln standen im Laufe der Zeit unter punischer, römischer, byzantinischer, arabischer, aragonesischer und spanischer Herrschaft, bis die Ritter des Malteserordens hier ein eigenständiges Staatswesen begründeten, das bis zum Zweiten Koalitionskrieg Bestand hatte. Danach waren die Inseln britisches Herrschaftsgebiet. Im Jahr 1964 wurde Malta ein unabhängiger Staat.

## Bevölkerung
Die Bevölkerung des maltesischen Archipels betrug im Juli 2018 ca. 449.000 Menschen. Die maltesischen Inseln haben die fünfthöchste Bevölkerungsdichte der Welt und die dritthöchste Europas. Etwa 94 % der Menschen leben in Städten, nur 6 % leben auf dem Land. Das Bevölkerungswachstum beträgt etwa 0,31 % pro Jahr. Die Bevölkerung Maltas spricht einen neoarabischen Dialekt, der sich ab etwa 1240 unabhängig von der arabischen Hochsprache aus dem maghrebinischen und dem später ausgestorbenen sizilianischen Arabisch zu einer eigenständigen Sprache entwickelt hat, und als einzige semitische Sprache mit lateinischen Buchstaben geschrieben wird.